# Partido Ayacucho
Ayacucho ist ein Partido im Osten der Provinz Buenos Aires in Argentinien. Laut einer Schätzung von 2019 hat der Partido 21.218 Einwohner auf 6.785 km². Der Verwaltungssitz ist die Stadt Ayacucho.

## Orte
Ayacucho ist in 4 Ortschaften und Städte, sogenannte Localidades, unterteilt.
- Ayacucho (Verwaltungssitz)
- Udaquiola
- La Constancia
- Solanet